# Isn't Life Terrible?
Isn't Life Terrible? é um filme mudo produzido nos Estados Unidos em 1925, dirigido por Leo McCarey e com atuações de Charley Chase, Oliver Hardy e Fay Wray. O curta é uma paródia do filme de 1924, Isn't Life Wonderful, dirigido por D. W. Griffith.